# Morašice

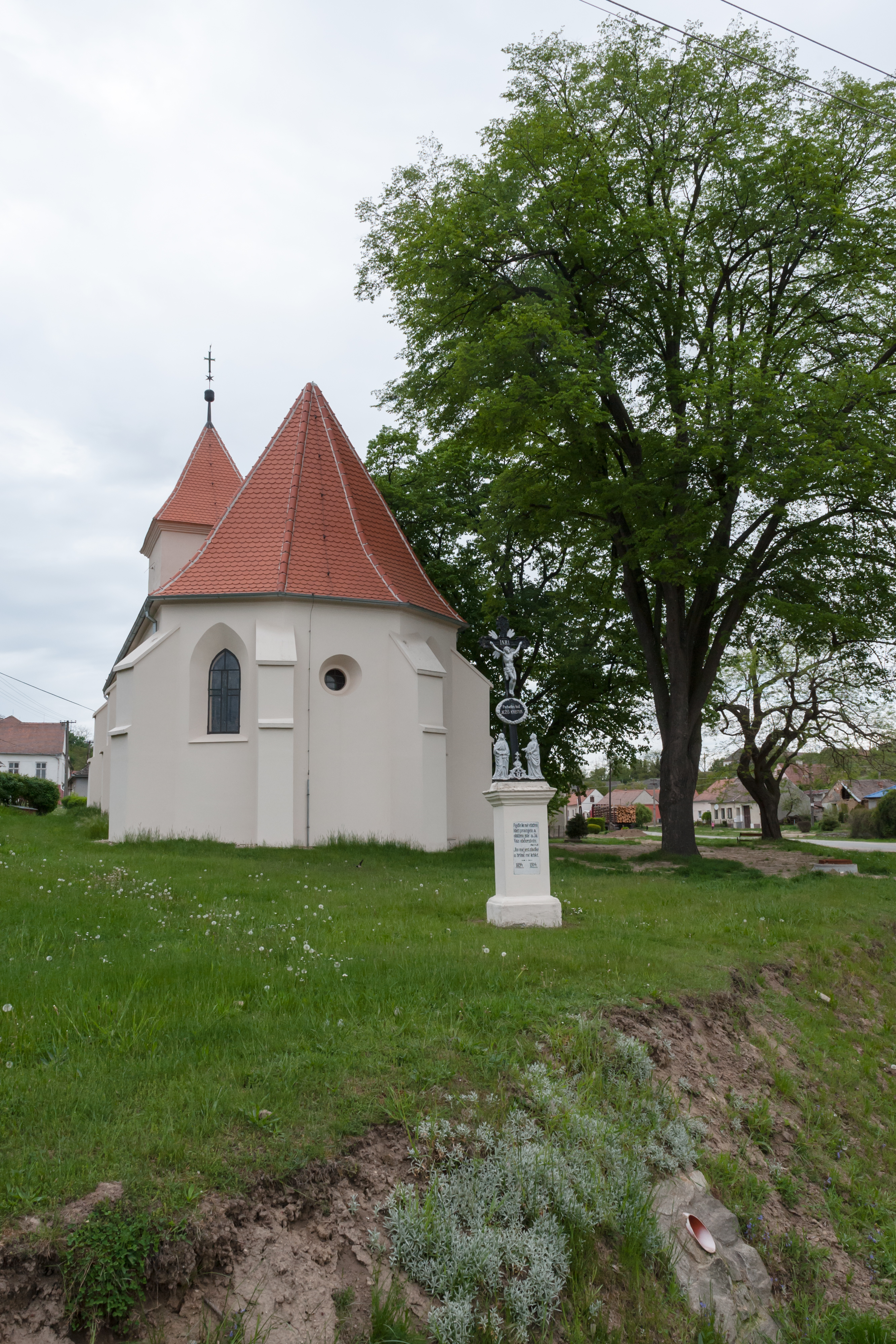
Kirche der hl. Anna

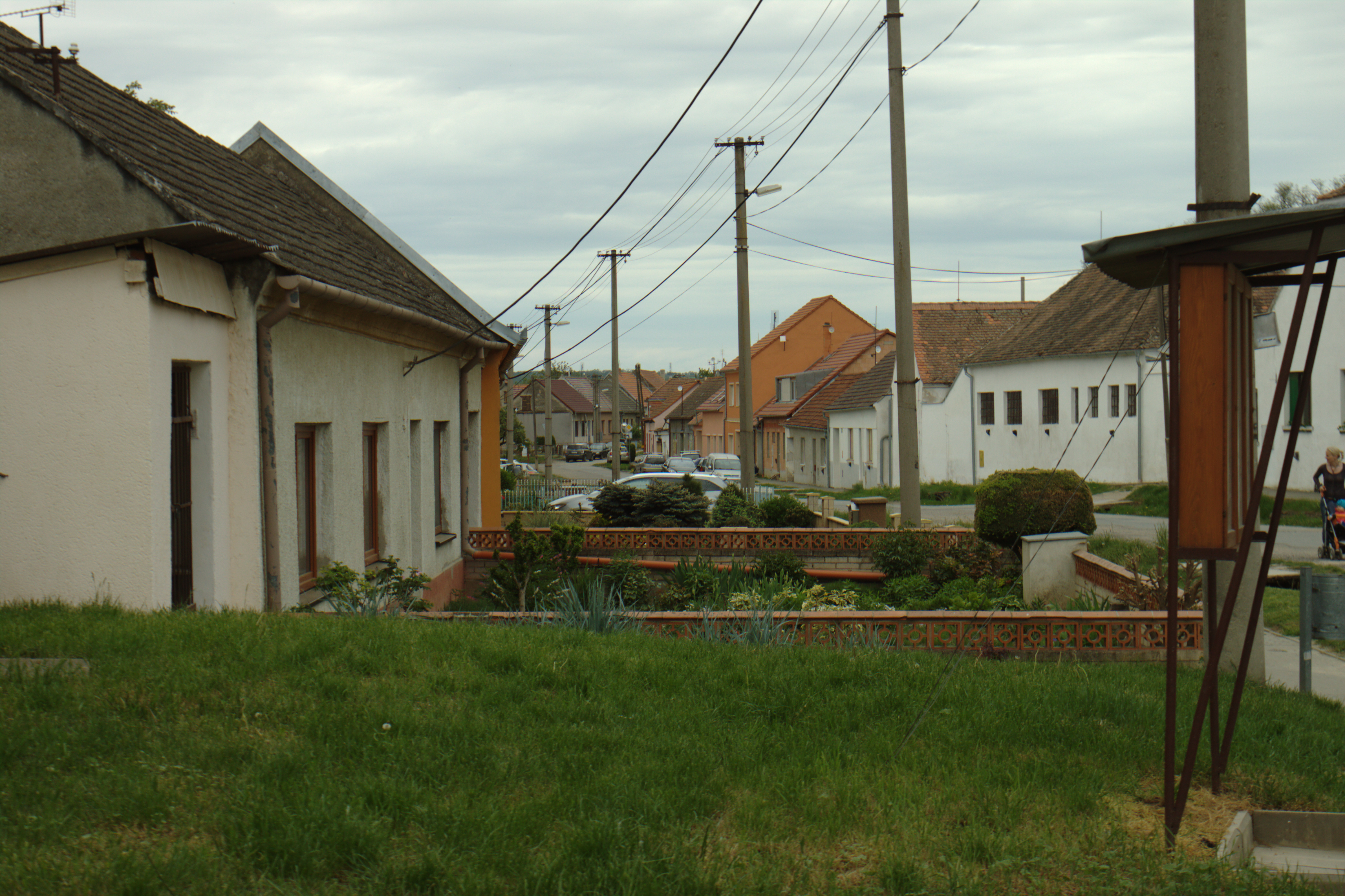
Häuser an der Hauptstraße

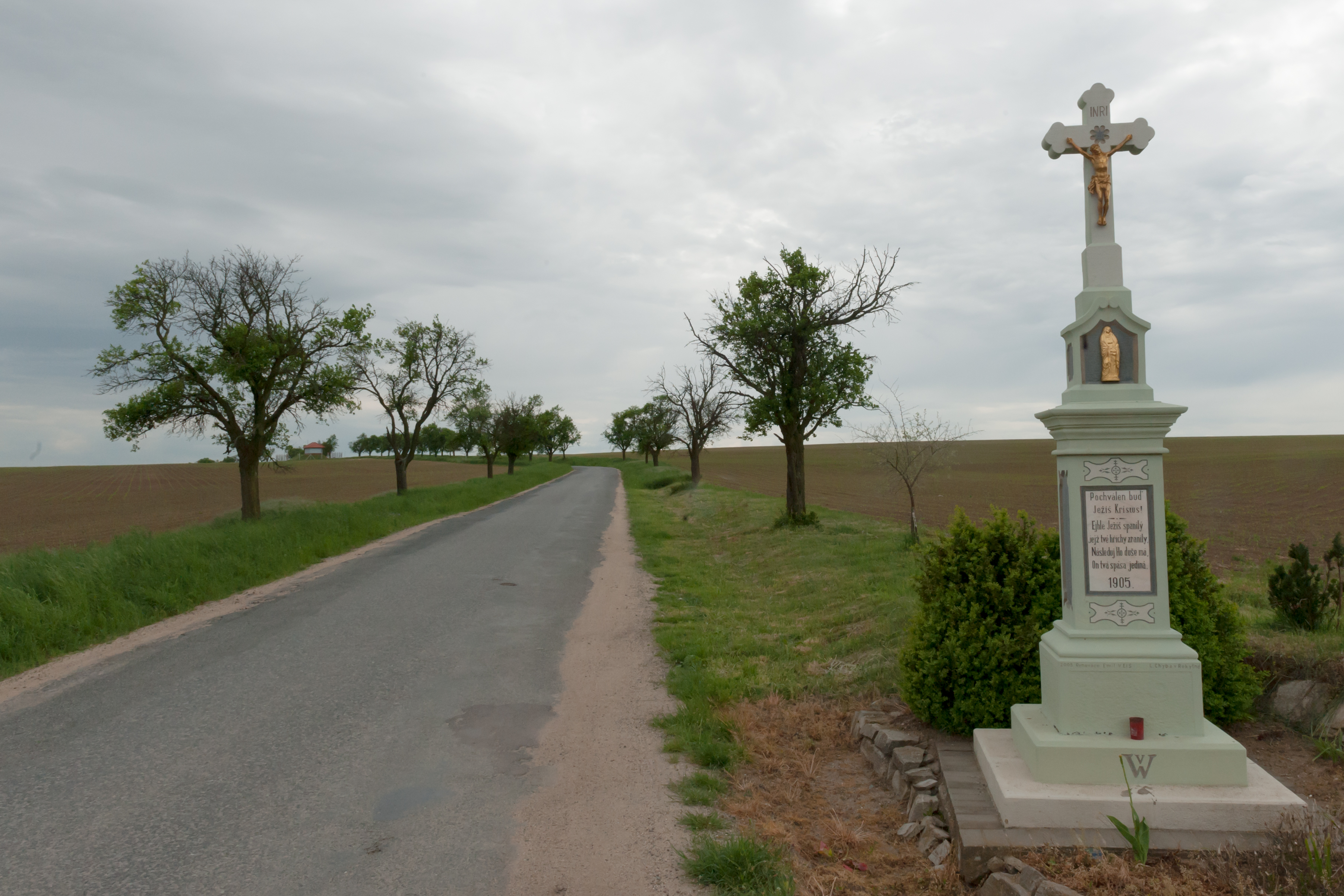
Wegekreuz

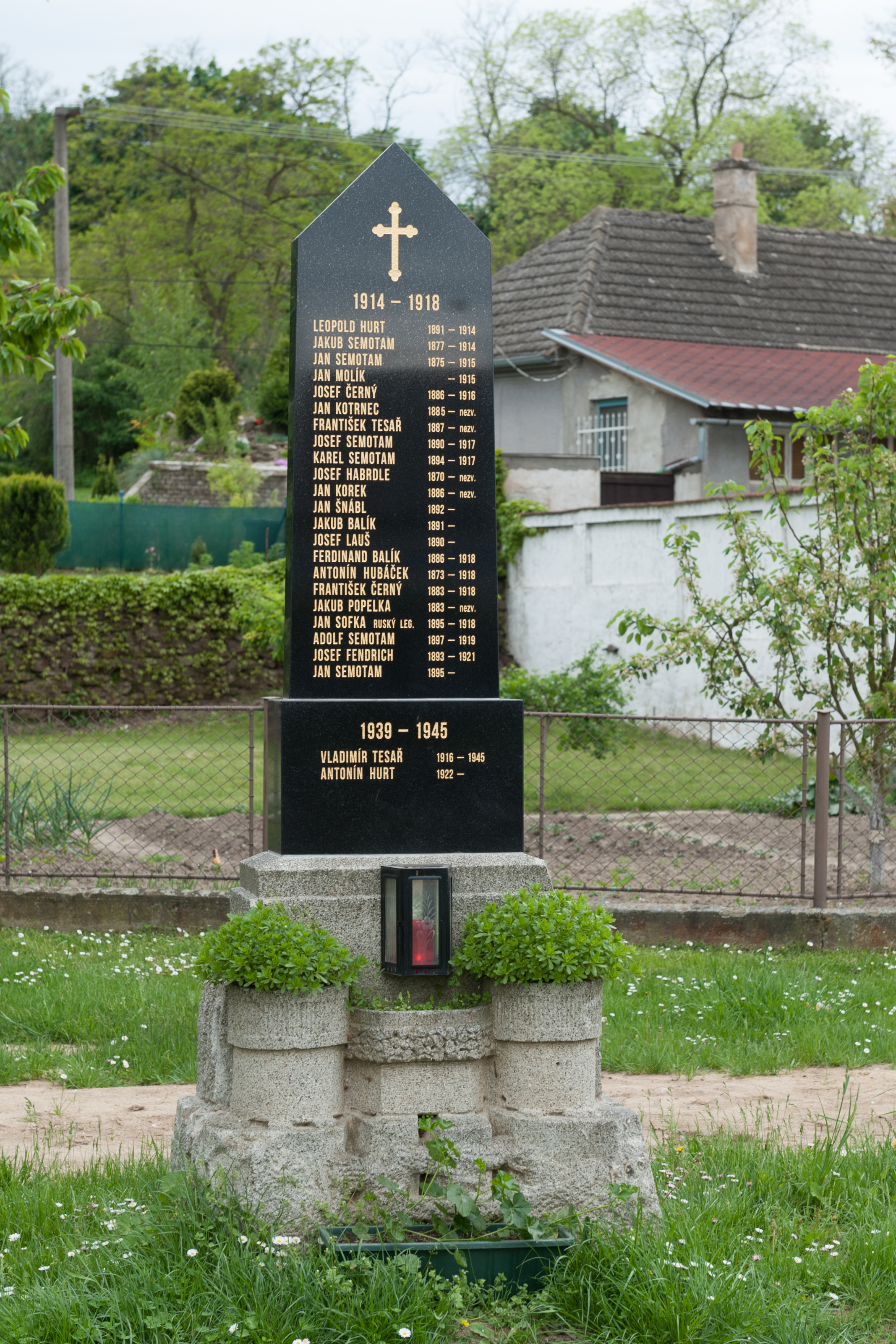
Gedenkstein für die Gefallenen des Ersten Weltkrieges

Morašice (deutsch Moratitz) ist eine Gemeinde in Tschechien. Sie liegt 16 Kilometer nordöstlich von Znojmo und gehört zum Okres Znojmo.

## Geographie
Morašice befindet sich am südöstlichen Abfall der Jevišovická pahorkatina (Jaispitzer Hügelland). Das Dorf liegt rechtsseitig über dem Tal des Baches Skalička. Westlich erhebt sich der Horní Hájek (321 m.n.m.). Einen knappen Kilometer nördlich von Morašice verläuft die Staatsstraße II/400 zwischen Hostěradice und Višňové.
Nachbarorte sind Trstěnice und Džbánice im Norden, Vémyslice und Skalice im Nordosten, Míšovice und Hostěradice im Osten, Chlupice, Rybnický Mlýn, Mackovice und Oleksovice im Südosten, Stošíkovice na Louce und Vítonice im Süden, Želetice und Domčice im Südwesten, Horní Dunajovice und Mikulovice im Westen sowie Stupešice, Křepice und Višňové im Nordwesten.

## Geschichte
Archäologische Funde belegen eine frühzeitliche Besiedlung des Gemeindegebiets. Aus der Jungsteinzeit stammen Fragmente von Schüsseln der Bemaltkeramikkultur. Außerdem wurden eine Siedlungsstätte und ein Gräberfeld der Aunjetitzer Kultur sowie Keramikscherben und mehrere Hügelgräber der Horákover Kultur entdeckt.
Die erste urkundliche Erwähnung des Dorfes Maratiz erfolgte im Jahre 1253 anlässlich der Weihe der Stehenitzer Kirche durch den ermländischen Bischof Anselm als Teil der Pfarrei Stehenitz. Aus Besitzbestätigungsurkunden geht hervor, dass die Stehenitzer Kirche bereits seit 1204 den Zehnt von Maratiz bezog und dort zudem einen halben Weingarten besaß. Der Name des Ortes leitet sich vom alttschechischen Vornamen Mařata (Marian) her. Zwischen 1376 und 1379 erwarb das Nonnenkloster in Daleschitz verschiedene Grundstücke und Einkünfte in Maratiz. Im Jahre 1379 gehörte ein Niklas von Maratiz dem Rat zu Hostěradice an. Bis zum 16. Jahrhundert erfolgten zahlreiche Besitzerwechsel.
Im 16. Jahrhundert wurde in Moratitz zunehmend Deutsche ansässig. 1535 erwarb die Kommende der Kreuzherren mit dem Roten Stern auf Pöltenberg einen Teil des Dorfes. Die erste Erwähnung der Kirche der hl. Anna erfolgte 1554. Der zwischen 1558 und 1563 in Stiegnitz amtierende Pfarrer Jiří Motyčka zog sich den Zorn der Bewohner von Moratitz zu, als er sich für in deutscher Sprache gewünschte Predigten zusätzlich zu dem ihm zustehenden Zehnt und Robot noch einen kleinen Zehnt auf Erbsen, Kohl, Wicke, Linsen, Hanf und Hirse versprechen ließ. Nach dem Dreißigjährigen Krieg wurde die seit 1580 protestantische Pfarrei rekatholisiert. Der zur Herrschaft Daleschitz gehörige Anteil wurde 1564 durch Heinrich von Kralitz von der Anfallsverbindlichkeit befreit. Hynek von Náchod verkaufte 1617 die ihm verpfändeten elf Insassen in Moratitz für 4000 Mährische Gulden an Wilhelm von Roupov; dessen Güter wurden nach der Schlacht am Weißen Berg konfisziert, seinen Moratitzer Besitz erhielten die Herren von Liechtenstein.
Um 1641 gehörte ein Teil von Moratitz mit einem Meierhof, elf bestifteten und zehn öden Häusern zum Gut Selletitz. Im Jahre 1663 schenkte Hartmann von Liechtenstein den Znaimer Dominikanern einen Anteil des Dorfes, diese schlugen ihn ihrem Gut Durchlaß zu. Ein Großteil der deutschen Bewohner, wie die aus Dürnholz zugezogene Familie Hermann, wurden im Laufe der Zeit assimiliert. Im Zuge der Theresianischen Bildungsreform wurde 1774 in Stiegnitz eine Trivialschule eingerichtet. Im Jahre 1819 erhielt Moratitz eine eigene Schule. Der Friedhof um die Kirche wurde 1826 geschlossen und am westlichen Ortsrand ein neuer angelegt.
Im Jahre 1834 bestand das Dorf Moratitz bzw. Moratice aus 49 Häusern mit 281 gemischtsprachigen Einwohnern; von denen 33 Häuser mit 186 Bewohnern einschließlich der Filialkirche St. Anna zum Gut Pöltenberg und 16 Häuser mit 95 Bewohnern zum Klostergut Durchlaß gehörten. Ein Freisasse gehörte zum Dominium Brenditz. Im Pöltenberger Anteil befanden sich außerdem eine unter dem Patronat der Gemeinde stehende Schule, ein obrigkeitlicher Meierhof und ein Wirtshaus. Ein weiteres Wirtshaus befand sich im Durchlaßer Anteil. Pfarrort war Stiegnitz. Bis zur Mitte des 19. Jahrhunderts blieb Moratitz zwischen der Stiftsherrschaft Pöltenberg und dem Gut Durchlaß geteilt.
Nach der Aufhebung der Patrimonialherrschaften bildete Moratice / Moratitz ab 1849 eine Gemeinde im Gerichtsbezirk Hrottowitz. 1868 wurde die Gemeinde Teil des Bezirkes Kromau. Die Bewohner lebten von der Landwirtschaft und dem Weinbau. Der Großteil der Bauern bewirtschaftete Flächen von 2–5 ha, im Ort gab es vier Großbauern mit 20–30 ha Land. Da die Einkünfte der kleinen bäuerlichen Wirtschaften nicht ausreichten, wurden in Heimarbeit Perlmuttknöpfe gefertigt. Ein Teil der Bewohner verließ das Dorf und suchte, zumeist in Wien, eine neue Existenz. Seit dem Ende des 19. Jahrhunderts wurde alternativ auch Morasice als tschechischer Ortsname verwendet. Wegen der Ausbreitung der Reblaus wurden zu Beginn des 20. Jahrhunderts die meisten Weingärten gerodet und an ihrer Stelle Obstgärten angelegt. Zu dieser Zeit nahm eine Ziegelei den Betrieb auf. 1914 wurde ein neues Schulhaus eingeweiht.
Während Ersten Weltkriegs fielen 22 Männer aus Moratice. Nach dem Krieg zerfiel der Vielvölkerstaat Österreich-Ungarn, die Gemeinde wurde 1918 Teil der neu gebildeten Tschechoslowakischen Republik. Seit 1924 verkehrten Autobusse nach Znaim, Mährisch Kromau und Mißlitz. Der heutige Ortsname Morašice wurde 1925 eingeführt. Im Zuge der Bodenreform von 1925 wurde der Grundbesitz der Kreuzherren in Morašice auf 60 ha verkleinert und im Jahr darauf verpachtet. Im Jahre 1927 wurde das Dorf elektrifiziert. In der Zeit der Weltwirtschaftskrise entstand die Straße nach Trstěnice. 1936 wurde die Freiwillige Feuerwehr gegründet. Da in Morašice drei deutsche Familien lebten, wurde das Dorf infolge des Münchner Abkommens am 9. Oktober 1938 von deutschen Truppen besetzt und dem deutschen Landkreis Znaim zugeordnet. Gegen diese Eingliederung ins Deutsche Reich reichten die Einwohner eine Petition ein. Nach der Grenzfestlegung vom 20. November 1938 wurde das Dorf vier Tage später wieder an die Tschechoslowakei zurückgegeben und in den Okres Moravské Budějovice eingegliedert. Bis 1945 lag die Gemeinde an der Grenze zum Deutschen Reich. Während des Zweiten Weltkrieges wurden in den Häusern Nr. 2, 31, 34, 55 und 117 Bessarabiendeutsche angesiedelt. Am 8. Mai 1945 besetzte die Rote Armee das Dorf, die deutsche Minderheit war vor ihrer Ankunft aus Morašice geflüchtet. Nach dem Ende des Zweiten Weltkrieges wurde Morašice wieder Teil des Okres Moravský Krumlov.
1950 wurde eine JZD gebildet, die 513 ha Land bewirtschaftete und am östlichen Ortsrand neue Wirtschaftsgebäude errichtete. Nach der Kollektivierung wurden im Zuge der Großfeldwirtschaft Obstbäume und Hohlwege beseitigt sowie einige neue Weingärten angelegt. Im Zuge der Aufhebung des Okres Moravský Krumlov wurde Morašice 1961 dem Okres Znojmo zugeordnet. Auch während der kommunistischen Herrschaft blieb die Mehrzahl der Einwohner katholisch, 1970 erhielt die Kirche wieder zwei Glocken. 1976 erfolgte der Zusammenschluss von Morašice und Skalice. Im selben Jahre war auch der verordnete Anschluss der JZD Morašice an die JZD Hostěradice. Seit den 1980er Jahren wurden sukzessive sämtliche Weingärten in Morašice aufgegeben. Nach der Samtenen Revolution gingen aus der JZD acht landwirtschaftliche Betriebe hervor; die Mehrzahl der Bewohner von Morašice lebt jedoch vom Handwerk und Kleingewerbe.
Im Jahre 1990 löste sich Morašice wieder von Skalice los und bildete wieder eine eigene Gemeinde. In den Jahren 1994–1997 wurde ein örtliches Wasserwerk errichtet, zwischen 1997 und 1998 erfolgte der Anschluss der Gemeinde an die Gasversorgung. 2006 wurde in den Feldern zwischen Morašice und Hostěradice ein Nest der Großtrappe, die in Tschechien seit 1996 als ausgestorben galt, aufgefunden.
Die Gemeinde Morašice führt ein Wappen und Banner. Es zeigt den Kreuzherrenstern, eine Lilie, ein Buch und eine Weintraube.

## Sehenswürdigkeiten
- Spätgotische Kirche der hl. Anna, sie wurde 1554 erstmals erwähnt. Der hölzerne Glockenturm wurde 1706 durch einen steinernen ersetzt. Die beiden Glocken mussten 1942 als Kriegsmetall abgeliefert werden und gingen verloren. 1970 erhielt die Kirche zwei neue Glocken.
- Acht Wegekreuze im Dorf und der Umgebung

## Persönlichkeiten

### Söhne und Töchter der Gemeinde
- Stanislav Balík (1928–2015), tschechischer Rechtshistoriker

### Im Ort lebten und wirkten
- Pavel Balík (1950–2017), tschechischer Politiker und von 1994 bis 2006 Bürgermeister von Znojmo, er wuchs in Morašice auf